# Véhicule automoteur
Un véhicule automoteur est un véhicule assurant sa propre propulsion et le transport de sa charge utile.

## Définitions
Dans les chemins de fer, on distingue les véhicules automoteurs selon différents critères :
- l'utilisation ;
- la motorisation ;
- les contraintes d'exploitation.

### Utilisation
On distingue les véhicules automoteurs selon la charge utile ciblée :
- le transport de passagers (tramway, autorail…) ;
- rarement le transport de marchandises ;
- le transport d'agents (draisine)
- le fourgon automoteur, combinant les fonctions de tracteur (locomotive) et de fourgon pour les bagages ou la messagerie.
- l'automotrice postale, destinée au transport du courrier.

### Motorisation
On distingue selon la source d'énergie utilisée :
- l'automotrice à vapeur ;
- l'automotrice électrique ;
- l'autorail au sens large du terme, à savoir un automoteur animé par un moteur à combustion interne, la transmission pouvant être mécanique, hydraulique ou électrique.

### Contraintes d'exploitation
On distingue différents types d'autorails, selon leur niveau de complexité :
- l'autocar sur rails est un autorail léger, dérivé d'un véhicule routier et ne disposant que d'une cabine de pilotage à l'avant, ce qui impose des manœuvres de retournement ;
- l'autorail simple est réversible et prévu pour fonctionner seul ou avec remorque ;
  - on parle d'autorail double ou triple pour désigner une rame indéformable, souvent articulée, dérivée d'un autorail simple et exploitée comme tel.
- l'autorail couplable, qui permet la constitution de trains d'autorails, composés de plusieurs autorails accompagnés ou non de remorques.

On préfèrera les vocables unité simple ou élément automoteur simple quand le matériel est conçu pour être utilisé couramment en unités multiples, c'est-à-dire en formant des rames automotrices.

## Les différents types de véhicule automoteur

### Automotrice électrique

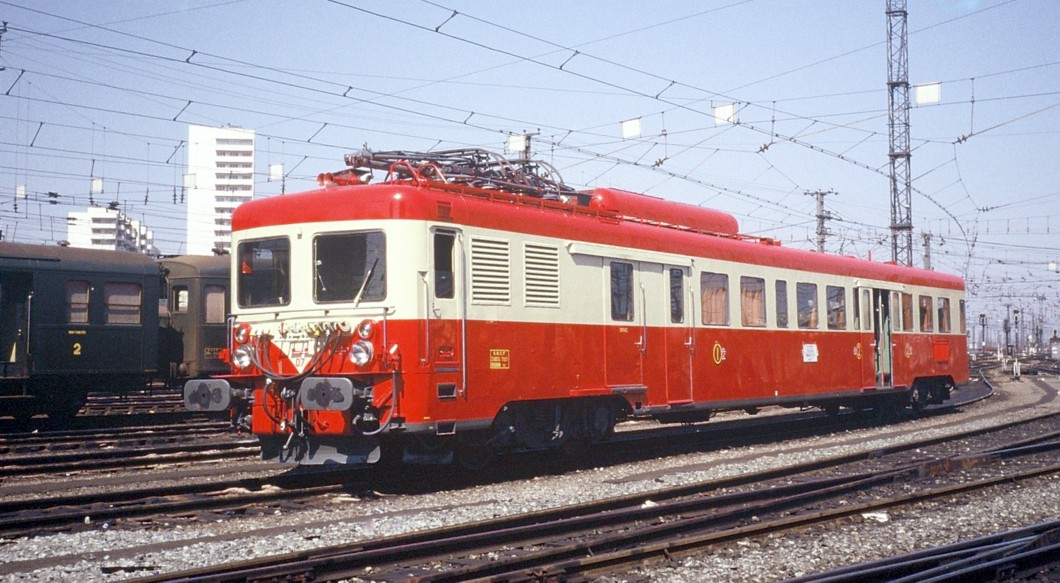
Automotrice Z 7100 de la SNCF (France)

Une automotrice est un véhicule ferroviaire à traction électrique, composé d'une seule caisse, aménagé pour le transport de voyageurs, apte à tracter une ou plusieurs remorques voire, dans certains cas, une ou plusieurs locomotives. Il peut être alimenté par caténaire ou troisième rail. En France, on le distingue de l'autorail qui remplit la même fonction mais est uniquement propulsée par un moteur thermique.

### Automotrice à vapeur

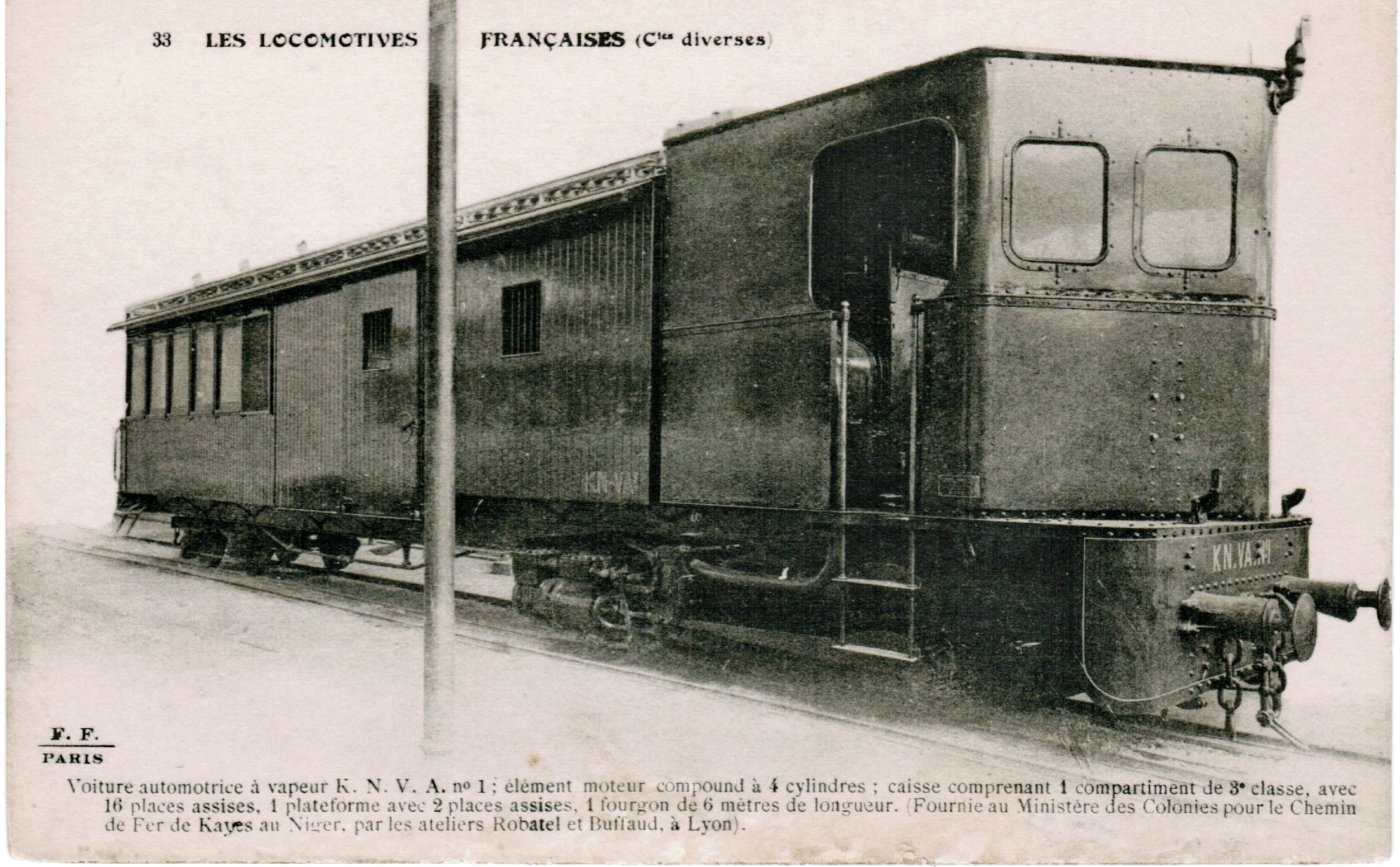
Voiture automotrice à vapeur no 1 du KNVA au Niger.

Une automotrice à vapeur est un véhicule ferroviaire destiné au transport des voyageurs, qui est motorisé par une machine à vapeur. 

### Autorail

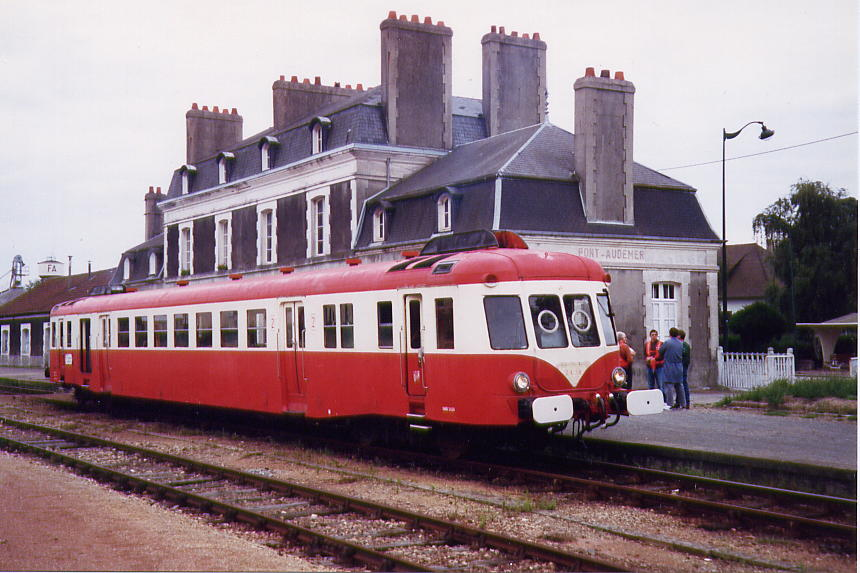
Autorail type X 2400 (France).

Un autorail est un véhicule ferroviaire à traction thermique réversible, composé d'une seule caisse, aménagé pour le transport de voyageurs, apte à tracter une ou plusieurs remorques.

### Autocar ou autobus sur rails

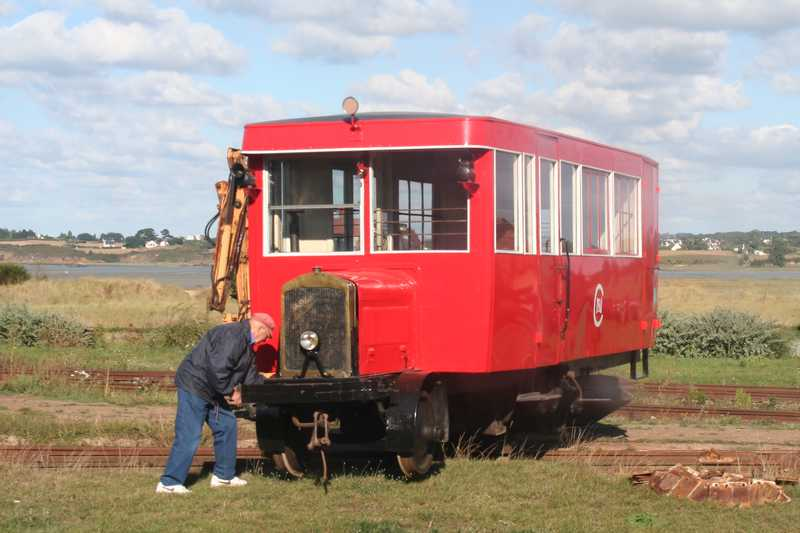
Autorail De Dion-Bouton type JM4 de l'AMTUIR ex Chemins de fer des Côtes-du-Nord en cours de tournage : ce matériel n'avait pas besoin d'un plaque tournante pour changer de sens à son terminus, car il était équipé d'un pivot permettant à son équipe de conduite de lui faire faire un demi-tour en pleine voie.

Un autocar, ou un autobus sur rail est un véhicule ferroviaire dérivé d'un véhicule routier de type autocar ou autobus.